# Breve periodístico
El breve es un género periodístico que se caracteriza por su brevedad y concisión. Se podría decir que se trata de una noticia resumida, en la que se mantienen únicamente los datos más relevantes. Normalmente estos datos responden a las seis preguntas básicas del Periodismo (qué, quién, dónde, cómo, cuándo y por qué). Esta fórmula periodística es ampliamente utilizada por todos los medios de comunicación en la actualidad, ya que estos se rigen con frecuencia por la instantaneidad y el ritmo vertiginoso de informaciones más que por la reflexión sosegada.
Se puede hacer una distinción entre los breves utilizados en prensa escrita y los utilizados en los medios audiovisuales.
- Prensa: no suelen ocupar más de un párrafo y están colocados normalmente en los márgenes de las páginas. Se suelen reservar a noticias menos relevantes y que merecen un grado de análisis y profundización menor que otras noticias de mayor calado social. Podemos distinguir tres funciones de los breves escritos de los periódicos. En primer lugar, responden a una “economía de espacio”, es decir, permiten incorporar en el mínimo espacio posible el máximo número de informaciones. De esta forma, el género surgiría con la idea de aprovechar los espacios. Una segunda función que se les puede atribuir es la de hacer que la página del periódico sea más atractiva, y de este modo más fácil de leer. Y la tercera de las funciones sería la de conectar temáticamente entre sí dos o más noticias largas de la misma página. Los breves están colocados de un modo estratégico, funcionando como elemento de unión del resto de noticias de la página y dotándola así de continuidad temática.

- Medios audiovisuales (televisión y radio): en el caso de la radio, este género tiene especial importancia. Actualmente, las emisoras de radio utilizan, y cada vez más, la técnica de ofrecer una batería de breves cada vez que el reloj marca una hora en punto. Los breves son enlazados uno tras otro a un ritmo veloz, en el que el locutor/a ofrece los datos más relevantes sobre los hechos en cuestión. Esta utilización tiene un rasgo particular: como son emitidos cada hora, las informaciones se van completando si es necesario a cada nueva batería. En la televisión se recurre al bloque de breves. Su duración está alrededor de los dos minutos (lo que vienen a durar dos noticias convencionales). Para alcanzar estos dos minutos, cada breve tiene una duración muy escasa: alrededor de diez segundos. Se usa por dos motivos fundamentales: como justificación de que determinadas noticias se han emitido y como elemento de ajuste interno de los tiempos. La selección de los breves viene determinada por distintas fórmulas: bloques temáticos, criterios de importancia, romper el ritmo informativo, aumentar el interés de la audiencia con noticias rápidas… En televisión son muy frecuentes los efectos de realización, como pueden ser las alternancia de voces, mini-ráfagas de separación, fundidos… De hecho, este género permite un mayor lucimiento del realizador. Un elemento clave es la música de fondo por su ritmo rápido, junto a los efectos de sonido puntúan el paso de un breve a otro. La fascinación por al variedad de imágenes y los sonidos hacen que la audiencia los siga con interés aunque existan serias dudas acerca de su comprensión y retención en la memoria. A decir verdad, son muchos los que sostienen que el breve atrae al público debido a la fascinación y variedad de imágenes y sonidos y no por su efecto informativo.

- Datos: Q5733701